# Vem, da nič ne vem
»Vem, da nič ne vem« je izrek, ki ga pripisujejo Sokratu, ki je prišel do nas preko zgodbe o Platonu, starogrškem filozofu. Imenujejo ga tudi »Sokratov paradoks«, saj njegova misel temelji na nevednosti, ki jo razumemo kot zavedanje dokončnega neznanja, ki pa postane temeljni motiv želje po znanju.

## Etimologija
Izraz, ki izvira iz latinščine (»ipse se nihil scire id unum sciat«), je možna parafraza iz grškega besedila. Imenuje se tudi »scio me nihil scire« ali »scio me nescire«. Kasneje je bila prevedena v grščino katarevusa kot »[ἓν οἶδα ὅτι] οὐδὲν οἶδα«, [hèn oîda hóti] oudèn oîda. 